# Семенкинська сільська рада (Аургазинський район)
Семе́нкинська сільська рада (рос. Семёнкинский сельский совет) — муніципальне утворення у складі Аургазинського району Башкортостану, Росія. Адміністративний центр — село Семенкино.

## Населення
Населення — 2267 осіб (2019, 2742 в 2010, 2836 в 2002).

## Склад
До складу поселення входять такі населені пункти:
| Населений пункт           | Населення, осіб (2002) | Населення, осіб (2010) |
| ------------------------- | ---------------------- | ---------------------- |
| Абдуллино, присілок       | 81                     | 91                     |
| Алексієвка, присілок      | 37                     | 16                     |
| Асавбашево, присілок      | 411                    | 414                    |
| Березовка, присілок       | 54                     | 7                      |
| Верхній Бегеняш, присілок | 105                    | 95                     |
| Кузьминовка, присілок     | 46                     | 50                     |
| Нижній Бегеняш, присілок  | 241                    | 235                    |
| Семенкино, село           | 724                    | 679                    |
| Тальник, присілок         | 36                     | 33                     |
| Шеверлі, присілок         | 362                    | 360                    |
| Шланли, село              | 648                    | 702                    |
| Юлдашево, присілок        | 91                     | 60                     |